# Pavel I. Ruski
Pavel Petrovič (rusko Павел Петрович), ruski car, * 1. oktober (20. september, ruski koledar) 1754, Sankt Peterburg, Rusko carstvo, † 24. marec (12. marec) 1801, Grad sv. Mihaela, Sankt Peterburg, Rusko carstvo
Pavel je bil ruski car od leta 1796 do nekaj dni pred smrtjo v letu 1801.

## Mladost in čas do zasedbe prestola
Pavel je bil sin velikega kneza Petra Fjodoroviča, kasnejšega carja Petra III., in njegove žene Katarine Aleksejevne, kasnejše carice Katarine II. (Peter III., je Pavla, drugače kot ostale Katarinine otroke, priznal za svojega biološkega sina).
Pavla so takoj po rojstvu ločili od matere; rasel je na dvoru svoje stare tete cesarice Elizabete. Elizabeta je nekaj časa o njem razmišljala celo kot o svojem nasledniku, namesto Petra, nad katerim je bila razočarana. Leto pred Elizabetino smrtjo je postal Pavlov vzgojitelj Katarinin zaupni svetovalec Nikita Ivanovič Panin.
Pavel je bil z izbuljenimi, medlimi očmi neprijetnega videza, božjasten, obraz pa so mu pačili pogosti tiki. Med njim in materjo nikdar ni bilo ljubečega odnosa. Ko pa je Katarina po Petrovi smrti postala carica, mu je odrekla vsako pozornost in naklonjenost. Pavla je kmalu začelo zanimati, kako da ima Katarina oblast, ki po vseh pravilih pripada njemu. Mrzil je mater in še bolj njenega ljubimca Grigorija Orlova ter idealiziral očeta, ki se mu je ubit prikazoval v nočnih morah.
Leta 1773 mu je Katarina na predlog pruskega kralja Friderika II. določila za ženo nemško princeso Wilhelmino von Hessen Darmstadt, ki pa ji Pavel ni hotel nakloniti pozornosti. Našla si je ljubimca, zanosila in po rojstvu mrtve deklice tudi sama umrla. Slabo leto po njeni smrti je Katarina Pavla poročila z lepo Sofijo Dorotheo von Württemberg (pravoslavno Marija Fjodorovna), ki je pokazala veliko željo, da se vživi v novo okolje, se nauči rusko in postane Pavlova dobra žena. Sedaj je poskušala Katarina napraviti iz Pavla vladarja, a bilo je mnogo prepozno. Zanimalo ga je samo urjenje njegovih vojakov, pri čemer je še prekosil svojega očeta. Koncem leta 1777 je Marija Fjodorovna rodila sina Aleksandra. Bil je močan in bister. Katarina je prevzela njegovo vzgojo in v njem že videla svojega naslednika. Leto kasneje se je rodil sin Konstantin, ki pa je bil slaboten.
Leta 1783 je Katarina določila Pavlu in Mariji za bivanje posestvo Gatčina, kjer je Pavel, odmaknjen od osrednjih dogajanj v Petrogradu, vzdrževal svoj mali dvor, se ukvarjal z vodenjem posestva in uril na pruski način svoje privatno vojsko v pruskih uniformah. Obdajal se je z ljudmi z roba ruske družbe. Mrzil je sinova, ki sta živela pri babici in jo oboževala. Aleksander je zrasel v visokega atletskega mladeniča.
Koncem leta 1796 je Katarina začutila, da se njeno življenje izteka. Na svoj god, 24. (13.) novembra, je nameravala objaviti dokument, s katerim bi prepustila prestol vnuku Aleksandru, toda 16. (5.) novembra je doživela možgansko kap. Vsi so vedeli za pripravljeni dokument, Aleksander bi ga moral le objaviti in bi postal car. Toda Aleksander tega ni storil. Pavel, sprva neodločen, je naslednji dan vendarle prišel v Zimski dvorec. Vsi so se mu klanjali kot carju, tudi sinova Aleksander in Konstantin. Pavlu je postalo jasno, da so ga sprejeli kot carja. Našel je pripravljeni dokument in ga sežgal. Carica je še isti dan umrla in Pavel je pri dvainštiridesetih postal car Rusije.

## Kot ruski car
Pavel je najprej preklical odlok Petra Velikega iz leta 1722, ki daje vsakokratnemu carju pravico, da izbere svojega naslednika. Nadomestil ga je s poimenskim zaporedjem moških naslednikov rodbine Romanov. Dvor je bil kar naenkrat poln vojakov. Dotlej nepomembni ljudje so oholo izdajali ukaze.
Pavel je dal svečano prinesti krsto Petra III. iz grobnice v samostanu Aleksandra Nevskega v Zimski dvorec, jo postaviti ob krsto Katarine Velike pod napis "ločena v življenju, združena v smrti" in ukazal, da ves Petrograd defilira mimo krst. V ostrem mrazu in snegu je priredil prenos krst v katedralo Petra in Pavla; v pogrebnem sprevodu so morali sodelovati udeleženci prevrata iz leta 1762, vsi že močno stari; za krstama je Aleksej Orlov na blazini nosil krono Petra III. Potem so morali odstraniti Potemkinov grob iz cerkve svete Katarine v Hersonu in zavreči njegove kosti.
Dvor je spremenil v kasarno. Kot nekoč pred carji so se morali vsi, ki so ga srečali, ustaviti in poklekniti. Prepovedal je modne zadeve, ki jih je prinesla francoska revolucija: okrogle klobuke, frake, telovnike, visoke ogrlice, dalje besede družba, državljan. Prepovedal je uvoz glasbenih instrumentov in knjig iz Evrope.
Njegove poteze v notranji in zunanji politiki so bile prenagljene, nestanovitne in nasprotujoče si, velikokrat gnane z željo, da uniči vse, kar je ustvarila Katarina. Ponovno je vzpostavil centralizirane urade, ki jih je Katarina leta 1775 ukinila, povečal birokratski nadzor na lokalnih nivojih. Izpustil je mnoge politične zapornike. Zmanjšal je obremenitve kmetov in skušal omejiti pristojnosti plemstva, s čimer je vzbudil njihovo sovražnost. Poostril je disciplino v vojski, vnašal vanjo pruske navade in s tem proti sebi obrnil predvsem prestižne polke.
V zunanji politiki je začel miroljubno; umaknil je rusko vojsko (1796) z evropskih bojišč. Toda ker je Napoleon nadaljeval z osvajanjem Evrope, je spet vstopil v vojno na strani protifrancoskih sil (1798), poslal ladje v Jonsko morje in nekaj čet na Nizozemsko. V vojaško službo je spet poklical generala Suvorova (ki ga je pred tem izgnal, ker je ta slabo govoril o Pavlovih posegih v vojsko) in ga poslal z vojsko v Italijo. Potem pa se je sprl z Avstrijci, umaknil svoje čete in začel z Napoleonom razgovore, naperjene proti Angliji in njenemu gospodarstvu. Koncem leta 1800 je bila tako Rusija v nerodnem položaju: uradno je bila v vojni s Francijo, neuradno v vojni z Veliko Britanijo, brez diplomatskih odnosov z Avstrijo in tik pred tem, da pošlje svojo vojsko v kanate centralne Azije z namenom, da prodre v Indijo, ki je bila pod oblastjo Britancev. Ravno to pa je bil verjetno razlog, da so Angleži spomladi leta 1801 začela plesti spletke v zvezi s Pavlovo odstranitvijo.
Pavel je zaslutil, da se nekaj pripravlja; dal je zapreti svojega podkanclerja Panina in prekinil odnose z Angleži. A bilo je pozno, okolica ga je imela za norega. Zarotniki so uspeli pritegniti Aleksandra k nameri, da v korist države odstranijo očeta s položaja. Pavel je izvedel tudi za to in prišel na idejo, da bi zaprl svojo ženo, Aleksandra z ženo, Konstatnina in še veliko članov cesarske rodbine, spremenil zaporedje nasledstva in zapustil krono kakemu holsteinskemu sorodniku. 23. (11.) marca 1801 so zarotniki vdrli v Pavlovo spalnico in od njega zahtevali, da se odpove prestolu. Ni jasno, kaj se je dogajalo, a končalo se je tako, da je Pavel obležal zadavljen z oficirsko ešarpo.
Prestolonaslednik Aleksander je menda v eni od sosednjih sob čakal na izid. Ko je izvedel zanj, se je zgrozil in sprva ni hotel prevzeti krone. Zato je Pavlova vdova zahtevala krono zase. Na koncu so oficirji vendarle uspeli zlomiti Aleksandrov odpor in zjutraj je bil proglašen za carja. Začelo se je novo obdobje v ruski zgodovini.

## Družina
Prva Pavlova žena, s katero se je poročil leta 1773, je bila princesa Wilhelmina Luisa von Hessen-Darmstadt (1755-1776), ki je s prestopom v pravoslavno vero dobila ime Natalja Aleksejevna. Umrla je dva dni po tem, ko je rodila mrtvo deklico.
Druga Pavlova žena, s katero se je poročil leta 1776, je bila princesa Sophie Dorothee von Württemberg (1759–1828), ki je s prestopom v pravoslavno vero dobila ime Marija Fjodorovna. Rodila je 10 otrok, 4 sinove in 6 hčera:
(datumi po gregorijanskem koledarju)
- Aleksander I. (* 23. december 1777; † 1. december 1825), ruski car ∞ princesa Louise Badenska, po prestopu v pravoslavno vero Elizabeta Aleksejevna
- Konstantin (* 8. maj 1779; † 27. junij 1831), ruski veliki knez ∞ princesa Juliane Saško-Koburško-Saalfeldska
- Aleksandra (* 9. avgust 1783; † 16. marec 1801) ∞ nadvojvoda Joseph Anton Johann Avstrijski
- Helene (* 24. december 1784; † 24. september 1803) ∞ Friedrich Ludwig, vojvoda Mecklenburško-Schwerinski
- Marija (* 15. februar 1786; † 23. junij 1859) ∞ Carl Friedrich, veliki vojvoda Saško-Weimarsko-Eisenaški
- Katarina (* 21. maj 1788; † 9. januar 1819) ∞ Wilhelm I., kralj Württemberga
- Olga (* 22. julij 1792; † 26. januar 1795), ruska velika kneginja
- Ana (* 18. januar 1795; † 1. marec 1865) ∞ Wilhelm II., nizozemski kralj
- Nikolaj I. (* 6. julij 1796; † 2. marec 1855), ruski car in poljski kralj
- Mihael (* 8. februar 1798; † 9. september 1849), ruski veliki knez ∞ princesa Charlotte Württemberška.